# Citizendium
Citizendium je projekt jednog od osnivača Wikipedije, Larryja Sangera. Ideja da Citizendium krene s radom kao kopija engleske Wikipedije najavljena u rujnu 2006. uskoro je odbačena, pa je projekt krenuo u javni rad u ožujku 2007. s nula članaka.
Sangeru se nije svidjela činjenica da po Wikipediji svatko može napisati što želi, bez odgovornosti i posve anonimno. Stoga je izašao iz uprave Wikipedije i pokrenuo Citizendium, online enciklopediju u kojoj ipak ima malo više reda.
Onaj tko želi dodati novi članak u Citizendium mora se registrirati, i to pravim imenom i prezimenom, a izradu i kvalitetu novih članaka nadgledaju znanstvenici i stručnjaci u određenim područjima. Sve je i dalje besplatno i na dobrovoljnoj bazi, baš kao i na Wikipediji. Na Citizendiumu se trenutačno nalazi više od 13 600 članaka u raznim fazama uređivanja, i više od 110 gotovih članaka, što je ujedno i najveći problem s kojim se ova enciklopedija morati suočiti: izgradnja dovoljne količine sadržaja da postane ozbiljan konkurent Wikipediji. 

## Fusnote
1. ↑  http://www.theregister.co.uk/2006/09/18/sanger_forks_wikipedia/
2. ↑  Podatak za svibanj 2010.
3. ↑  http://en.citizendium.org/wiki/Category:Approved_Articles

## Vanjske poveznice
- Web stranica projekta Citizendium